# Palpana
Palpana é um vulcão dos Andes na região de Antofagasta, Chile a 6023 metros de altitude.